# Paulina Chapko
Paulina Chapko (ur. 15 listopada 1985 w Nowym Sączu) – polska aktorka teatralna i filmowa.
Jest siostrą bliźniaczką aktorki Karoliny Chapko i żoną ekwadorskiego piłkarza Joela Valencii.

## Życiorys
W 2008 roku ukończyła studia na Wydziale Aktorskim we Wrocławiu Państwowej Wyższej Szkoły Teatralnej im. Ludwika Solskiego w Krakowie. Występowała w teatrach:
- Polskim we Wrocławiu
- Dramatycznym im. J. Szaniawskiego w Wałbrzychu
- Scenie STU

## Filmografia

### Filmy fabularne
- 2007: Lekcje pana Kuki jako bliźniaczka Wiedenka jedząca lody
- 2009: Polska nowela filmowa (krótkometrażowy) jako Joanna
- 2010: Trzy minuty. 21:37 jako pielęgniarka
- 2011: Sala samobójców jako recepcjonistka
- 2012: Offline jako Kasia / „Ania”
- 2013: Oszukane jako Magda Szarucka
- 2015: 11 minut jako Anna Hellman
- 2017: Wściekłość jako Edyta, żona Adama
- 2018: Miłość jest wszystkim jako nauczycielka Sandra
- 2019: Interior jako Natalia
- 2019: Ikar. Legenda Mietka Kosza jako Beata

### Seriale telewizyjne
- 2006: Plebania jako panienka w ośrodku (odc. 750)
- 2007: Biuro kryminalne (odc. 28 Siła zła)
- 2008: Agentki jako Viola Cudna, córka Jakuba (odc. 8 Prymus, czyli klin klinem)
- 2008, 2010: Czas honoru jako studentka medycyny Ola Popiołek (odc. 1–2, 5–6, 10, 13, 32)
- 2008: Teraz albo nigdy! jako Hania Gruziec (odc. 9–13, 17, 20)
- 2010–2011: Ludzie Chudego jako Kasia Chudziszewska, córka „Chudego”
- 2010: Licencja na wychowanie jako Paulina, koleżanka Pawła (odc. 31 Wyjechali wszyscy nasi podopieczni...)
- 2011: Głęboka woda jako sekretarka (odc. 1 Wielka woda)
- 2011: Hotel 52 jako Daria Pruska, siostra bliźniaczka Justyny (odc. 29)
- 2012, 2014: Galeria jako Kasia Kossowska, córka Laury i Wiktora
- 2012–2014: Ojciec Mateusz jako st. sierżant Karolina Górska (odc. 102, 105–117, 119–120, 123–135)
- 2015, 2017: Dziewczyny ze Lwowa jako aktorka Kasia (odc. 3–5, 8–10, 17, 25)
- od 2015: Na Wspólnej jako Elżbieta Marcinek, narzeczona Igora Nowaka (od odc. 2074)
- 2016: Druga szansa jako stewardesa (odc. 14)
- 2016–2017: Przyjaciółki jako Edyta Drzewiecka, kochanka Michała (odc. 75, 78–79, 81, 83, 86, 100–102, 104)
- 2017–2019: Ultraviolet jako Regina Polańska
- 2017: Miasto skarbów jako Lena Bagińska, żona Stasia
- 2017: Lekarze na start jako Lena Marczak, żona Tomasza (odc. 4–5)
- 2018: Nielegalni jako dziennikarka Justyna Sokołowska, partnerka Konrada (odc. 2, 7, 8, 9)
- 2019: Zawsze warto jako żona Jerzego (odc. 12)
- 2020: Królestwo kobiet jako Olszewnicka, żona kierowcy (odc. 2)

### Wykonanie piosenek

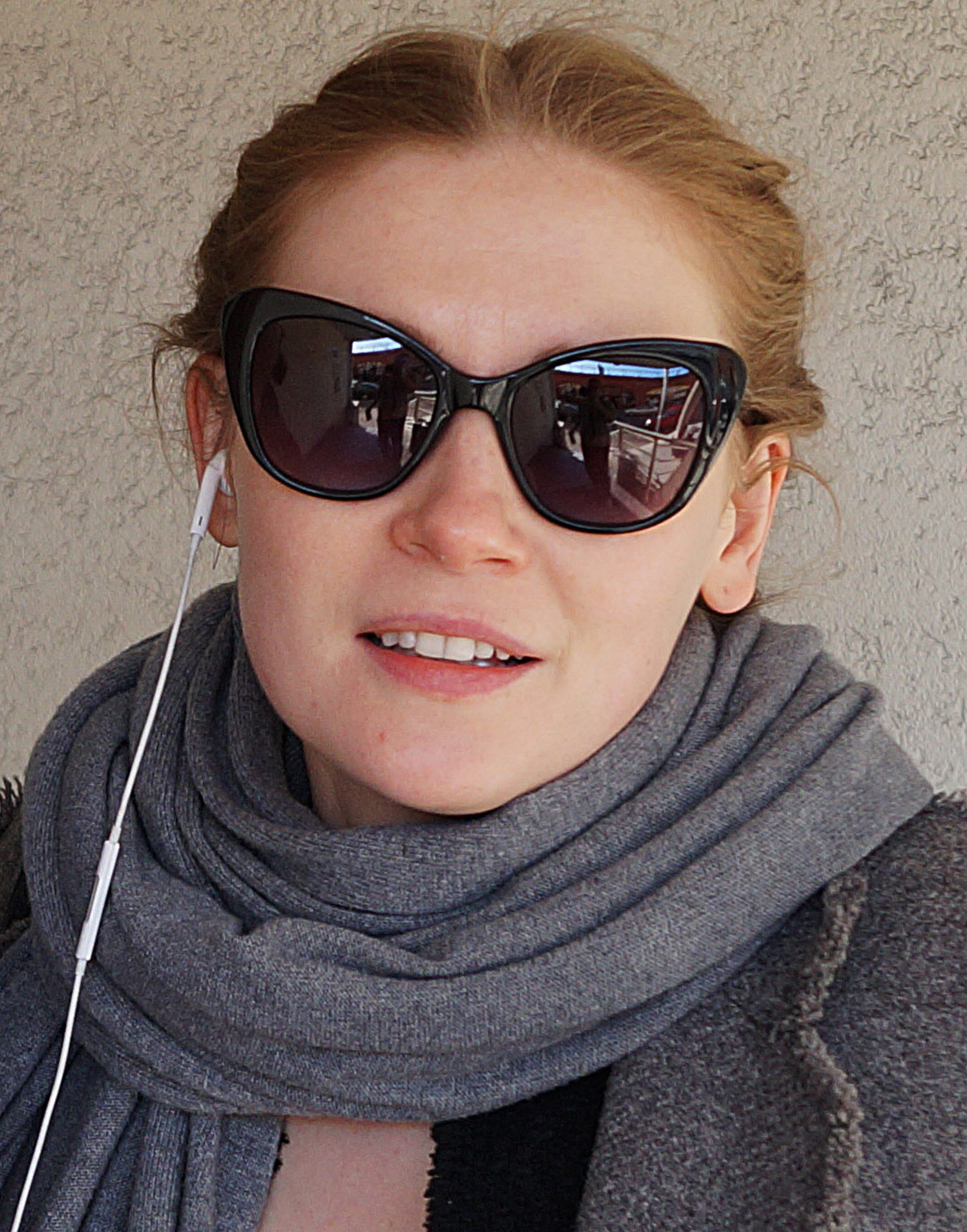
Paulina Chapko (2017)

- 2013: Oszukane – „Cztery piwka”, „Gdzie ta keja”

## Nagrody i odznaczenia
- Wyróżnienie Ministra Kultury i Dziedzictwa Narodowego przyznane podczas XXVI Festiwalu Szkół Teatralnych w Łodzi za rolę Jany w przedstawieniu „Zwyczajne szaleństwa” (2008).